# 옷세고 홀
옷세고 홀은 미국 뉴욕 주 쿠퍼스타운에 있는 주택으로, 쿠퍼스타운의 설립자인 윌리엄 쿠퍼가 지었다. 1796년에 건축을 시작, 1799년 완성되었다. 수년 동안 이곳은 쿠퍼의 집이었으며 뉴욕 중부에서 가장 큰 개인 주택 중 하나였다. 쿠퍼는 1790년에 정착촌으로 이사했으며, 작가가 된 쿠퍼의 아들 제임스 페니모어 쿠퍼도 그 집에 살았다.

## 개조
쿠퍼 부부가 죽은 후, 저택은 수년간 비어있었다. 1834년 6월, 제임스 페니모어 쿠퍼는 집을 다시 열겠다고 결심했다. 건물은 오랫동안 폐쇄되어 붕괴되어 있었다. 그는 옷세고 홀을 고딕 양식으로 개조했다. 1층의 천장을 10 피트에서 13 피트로 올렸고, 고딕 양식의 창문과 흉벽이 설치되었다. 또, 그는 자신의 친구 새뮤얼 모스의 도움을 받아 건물의 전면과 동쪽에 두 개의 탑을 설계했다. 처음에 쿠퍼는 뉴욕시에서 겨울을 보내고 쿠퍼스타운에서 여름을 보냈지만 결국 옷세고 홀에서 영구적으로 거주했다. 저택은 1851년에 불에 타 버렸고, 주변 재산은 그의 상속인들에 의해 팔렸다. 그의 딸 수잔 페니모어 쿠퍼는 쿠퍼스타운에 집을 짓고 살았는데, 이 집은 주로 옷세고 홀의 잔해인 벽돌과 재료로 건축되었다. 